# Партия справедливости и благоденствия
Па́ртия справедли́вости и процвета́ния (индон. Partai Keadilan Sejahtera) — политическая партия в Индонезии исламской ориентации.
Партия была основана 20 апреля 2002 года на базе Партии справедливости, которая не сумела собрать достаточно голосов на выборах 1999 года для участия в парламентских выборах 2004 года. Партия выступает за увеличение роли ислама в обществе и за следование его традиционным ценностям.
На президентских выборах 2004 года партия решила не выставлять собственного кандидата, однако поддержала Амина Раиса из умеренной Партии национального мандата. На президентских выборах 2009 года ПСП вместе с другими мусульманскими партиями поддержала Сусило Бамбанга Юдойоно.
На парламентских выборах 2009 года партия получила наибольший процент голосов в особом столичном округе Джакарта (17,8 %), а также в провинциях острова Риау (11,8 %), Бантен (11,1 %), Западная Ява (10,9 %) и Южный Калимантан (10,7 %).
Член партии Мухаммад Юсуф Ашари (индон. Muhammad Yusuf Asy'ari) — министр по делам домохозяйств в 2004-09, Тифатул Сембиринг (индон. Tifatul Sembiring) — министр информации и коммуникаций с 2009 года, Сухарна Сурапраната (индон. Suharna Surapranata) — министр науки и технологий с 2009 года, Салим Сегаф Аль-Джуфри (индон. Salim Segaf Al Jufri) — министр социальной защиты с 2009 года и Сусвоно (индон. Suswono) — министр сельского хозяйства с 2009 года.
На парламентских выборах 2014 года партия получила 40 мест в парламенте.

## Поддержка партии на парламентских выборах (с учётом Партии справедливости)
|  |